# Kết quả chi tiết giải bóng đá nữ vô địch quốc gia 2016
Kết quả chi tiết giải bóng đá nữ vô địch quốc gia 2016 (tên gọi chính thức: Giải bóng đá nữ vô địch Quốc gia - Cúp Thái Sơn Bắc 2016) là kết quả chi tiết mùa giải bóng đá lần thứ 19 của Giải bóng đá nữ vô địch quốc gia, giải đấu thường niên do VFF tổ chức.

## Kết quả chi tiết
Giải diễn ra hai lượt đi và về, lượt đi diễn ra từ ngày 9 tháng 5 đến ngày 30 tháng 5 năm 2016 tại Sân vận động Hà Nam còn lượt về diễn ra từ ngày 22 tháng 8 đến ngày 12 tháng 9 năm 2016 trên Sân vận động Thống Nhất. Mùa giải này có 8 đội tham dự bao gồm: Hà Nội I, Hà Nội II, Thành phố Hồ Chí Minh I, Thành phố Hồ Chí Minh II, Sơn La, Phong Phú Hà Nam, Than Khoáng sản Việt Nam và TNG Thái Nguyên.

### Lượt đi

#### Vòng 1
| Phong Phú Hà Nam                                    | 2–0      | Than Khoáng Sản Việt Nam |
| --------------------------------------------------- | -------- | ------------------------ |
| Phạm Thị Tươi (22) 30' · Nguyễn Thị Nguyệt (11) 48' | Chi tiết |                          |

| Sơn La                               | 1–4      | TNG Thái Nguyên                                              |
| ------------------------------------ | -------- | ------------------------------------------------------------ |
| Nguyễn Hương Giang (19) 39' (p.l.n.) | Chi tiết | Nguyễn Thị Đăng (10) 9', 29' · Nguyễn Thùy Linh (7) 31', 35' |

| Thành phố Hồ Chí Minh II | 0–5      | Thành phố Hồ Chí Minh I                                                                                    |
| ------------------------ | -------- | --- |
|                          | Chi tiết | Trần Thị Thùy Trang (14) 24' · Huỳnh Như (9) 27' · Trần Thị Thu Thảo (16) 48' · Lê Hoài Lương (5) 56', 63' |

| Hà Nội I                                                                      | 4–0      | Hà Nội II |
| ----------------------------------------------------------------------------- | -------- | --------- |
| Nguyễn Thị Muôn (7) 27', 42' · Phạm Hải Yến (12) 75' · Nguyễn Thị Huế (9) 77' | Chi tiết |           |

#### Vòng 2
| Than KSVN                 | 2–0      | Sơn La |
| ------------------------- | -------- | ------ |
| Hà Thị Nhài (23) 30', 82' | Chi tiết |        |

| TNG Thái Nguyên | 0–1      | Phong Phú Hà Nam         |
| --------------- | -------- | ------------------------ |
|                 | Chi tiết | Nguyễn Thị Liễu (18) 31' |

| TP Hồ Chí Minh I | 0–0      | Hà Nội I |
| ---------------- | -------- | -------- |
|                  | Chi tiết |          |

| Hà Nội II                                                                | 3–2      | TP Hồ Chí Minh II            |
| ------------------------------------------------------------------------ | -------- | ---------------------------- |
| Bạch Thu Hiền (14) 52' · Hoàng Thị Hiền (2) 54' · Trần Thị Nhung (7) 90' | Chi tiết | Nguyễn Thị Tâm (33) 60', 70' |

#### Vòng 3
| PP Hà Nam                                                                               | 3–0      | Sơn La |
| --------------------------------------------------------------------------------------- | -------- | ------ |
| Nguyễn Thị Kim Thoa (19) 41' · Nguyễn Thị Tuyết Dung (7) 65' · Nguyễn Thị Tươi (22) 89' | Chi tiết |        |

| TNG Thái Nguyên                                     | 2–0      | Than KSVN |
| --------------------------------------------------- | -------- | --------- |
| Nguyễn Thị Đăng (10) 71' · Nguyễn Thùy Linh (7) 82' | Chi tiết |           |

| Tp Hồ Chí Minh II | 0–5      | Hà Nội I |
| ----------------- | -------- | --- |
|                   | Chi tiết | Đỗ Thị Yến (6) 23' · Nguyễn Thị Hòa (14) 30' · Nguyễn Thị Tuyết Mai (17) 47' (p.l.n.) · Nguyễn Thị Thành (11) 64', 73' |

| Tp Hồ Chí Minh I            | 3–0      | Hà Nội II |
| --------------------------- | -------- | --------- |
| Huỳnh Như (9) 40', 71', 78' | Chi tiết |           |

#### Vòng 4
| Tp Hồ Chí Minh II | 0–2      | Than KSVN                                         |
| ----------------- | -------- | ------------------------------------------------- |
|                   | Chi tiết | Nguyễn Thị Hạnh (13) 65' · Phạm Thị Hằng (12) 78' |

| Tp Hồ Chí Minh I        | 1–1      | Phong Phú Hà Nam         |
| ----------------------- | -------- | ------------------------ |
| Phan Thị Trang (10) 18' | Chi tiết | Nguyễn Thị Liễu (18) 57' |

| Hà Nội II | 0–0      | Sơn La |
| --------- | -------- | ------ |
|           | Chi tiết |        |

| Hà Nội I                                                      | 3–0                 | TNG Thái Nguyên |
| ------------------------------------------------------------- | ------------------- | --------------- |
| Nguyễn Thị Hòa (14) 5' · Nguyễn Thị Minh Nguyệt (25) 17', 38' | Chi tiết Chi tiết 2 |                 |

#### Vòng 5
| PP Hà Nam                                                                                          | 4–0      | Tp Hồ Chí Minh II |
| -------------------------------------------------------------------------------------------------- | -------- | ----------------- |
| Bùi Thị Như (6) 35' · Phạm Thị Tươi (22) 41' · Nguyễn Như Quỳnh (9) 41' · Nguyễn Thị Liễu (18) 63' | Chi tiết |                   |

| Than KSVN               | 1–3      | Tp Hồ Chí Minh I                                      |
| ----------------------- | -------- | ----------------------------------------------------- |
| Lê Thị Hoài Thu (8) 42' | Chi tiết | Huỳnh Như (9) 8', 34' · Trần Nguyễn Bảo Châu (18) 51' |

| Sơn La | 0–6      | Hà Nội I                                                                                                |
| ------ | -------- | --- |
|        | Chi tiết | Nguyễn Thanh Huyền (3) 45+1' · Nguyễn Thị Minh Nguyệt (25) 61', 69', 71' · Nguyễn Thị Muôn (7) 66', 67' |

| TNG Thái Nguyên                                                                  | 3–2      | Hà Nội II                                              |
| -------------------------------------------------------------------------------- | -------- | ------------------------------------------------------ |
| Nguyễn Thị Đăng (10) 40' · Trần Thị Thúy Nga (28) 58' · Nguyễn Thùy Linh (7) 81' | Chi tiết | Hoàng Thị Hiền (2) 2' · Nguyễn Thị Nguyệt Nga (19) 64' |

#### Vòng 6
| Sơn La | 0–2      | TP Hồ Chí Minh I      |
| ------ | -------- | --------------------- |
|        | Chi tiết | Huỳnh Như (9) 1', 20' |

| TNG Thái Nguyên                                      | 2–0      | TP Hồ Chí Minh II |
| ---------------------------------------------------- | -------- | ----------------- |
| Nguyễn Hương Giang (19) 45' · Trần Mai Tuyền (3) 66' | Chi tiết |                   |

| Than KSVN | 0–2      | Hà Nội I                                                 |
| --------- | -------- | -------------------------------------------------------- |
|           | Chi tiết | Nguyễn Thị Minh Nguyệt (25) 38' · Nguyễn Thị Huế (9) 57' |

| PP Hà Nam                                          | 3–0      | Hà Nội II |
| -------------------------------------------------- | -------- | --------- |
| Vũ Thị Thúy (16) 42', 77' · Phạm Thi Tươi (22) 68' | Chi tiết |           |

#### Vòng 7
| Tp Hồ Chí Minh II | 0–0      | Sơn La |
| ----------------- | -------- | ------ |
|                   | Chi tiết |        |

| Tp Hồ Chí Minh I      | 1–0      | TNG Thái Nguyên |
| --------------------- | -------- | --------------- |
| Lê Hoài Lương (5) 45' | Chi tiết |                 |

| Hà Nội II | 0–2      | Than KSVN                    |
| --------- | -------- | ---------------------------- |
|           | Chi tiết | Nguyễn Thị Vạn (21) 33', 90' |

| Hà Nội I                        | 1–1      | PP Hà Nam                      |
| ------------------------------- | -------- | ------------------------------ |
| Nguyễn Thị Minh Nguyệt (25) 67' | Chi tiết | Nguyễn Thị Kim Thoa (19) 45+1' |

### Lượt về

#### Vòng 8
| TP Hồ Chí Minh I | 0–1      | Phong Phú Hà Nam     |
| ---------------- | -------- | -------------------- |
|                  | Chi tiết | Vũ Thị Thúy (16) 75' |

| Than KSVN                                    | 2–0      | TP Hồ Chí Minh II |
| -------------------------------------------- | -------- | ----------------- |
| Lê Thị Thương (9) 14' · Trần Thị Thu (7) 43' | Chi tiết |                   |

| TNG Thái Nguyên                                          | 3–2      | Sơn La                    |
| -------------------------------------------------------- | -------- | ------------------------- |
| Nguyễn Thị Đăng (10) 4', 54' · Lê Thị Thùy Trang (9) 65' | Chi tiết | Cao Thị Biên (3) 51', 89' |

| Hà Nội I                                                                              | 4–0      | Hà Nội II |
| ------------------------------------------------------------------------------------- | -------- | --------- |
| Nguyễn Thị Minh Nguyệt (25) 40' · Phạm Hải Yến (12) 48', 67' · Biện Thị Hằng (10) 85' | Chi tiết |           |

#### Vòng 9
| PP Hà Nam | 0–0      | Than KSVN |
| --------- | -------- | --------- |
|           | Chi tiết |           |

| TP Hồ Chí Minh II | 0–10     | TP Hồ Chí Minh I |
| ----------------- | -------- | --- |
|                   | Chi tiết | Võ Thị Thùy Trinh (67) 3', 67', 70' · Trần Thị Kim Hồng (7) 7' · Huỳnh Như (9) 39', 56' · Trần Thị Thùy Trang (14) 43' · Đỗ Thị Thúy Kiều (2) 53' · Nguyễn Thị Ngọc Hiếu (38) 87' · Nguyễn Thị Kim Ngọc (49) 90' (p.l.n) |

| Sơn La | 0–5      | Hà Nội I                                                                                    |
| ------ | -------- | ------------------------------------------------------------------------------------------- |
|        | Chi tiết | Nguyễn Thị Minh Nguyệt (25) 15', 33' · Nguyễn Thị Muôn (7) 30', 74' · Phạm Hải Yến (12) 39' |

| Hà Nội II | 0–3      | TNG Thái Nguyên                                                                         |
| --------- | -------- | --------------------------------------------------------------------------------------- |
|           | Chi tiết | Lê Thị Thùy Trang (9) 23' · Nguyễn Hương Giang (19) 25' · Đoàn Thị Thanh Tâm (13) 45+1' |

#### Vòng 10
| TP Hồ Chí Minh I                                                                          | 4–1      | Than KSVN               |
| ----------------------------------------------------------------------------------------- | -------- | ----------------------- |
| Lê Hoài Lương (5) 13', 64' · Trần Thị Thùy Trang (14) 24' · Trần Nguyễn Bảo Châu (18) 79' | Chi tiết | Nguyễn Thị Vạn (21) 74' |

| TP Hồ Chí Minh II | 0–4      | Phong Phú Hà Nam                                                                                             |
| ----------------- | -------- | --- |
|                   | Chi tiết | Vũ Thị Thúy (16) 14' · Đỗ Thị Nguyên (2) 24' · Nguyễn Thị Tuyết Dung (7) 78' · Nguyễn Thị Thùy Dung (21) 79' |

| Hà Nội I                                                                                           | 4–0      | TNG Thái Nguyên |
| -------------------------------------------------------------------------------------------------- | -------- | --------------- |
| Nguyễn Thị Hòa (14) 15' · Thái Thị Thảo (16) 19' · Nguyễn Thị Muôn (7) 42' · Phạm Hải Yến (12) 68' | Chi tiết |                 |

| Sơn La                    | 1–2      | Hà Nội II                                                    |
| ------------------------- | -------- | ------------------------------------------------------------ |
| Lê Thị Thanh Lâm (22) 58' | Chi tiết | Nguyễn Thị Nguyệt Ngà (19) 23' · Nguyễn Thị Vân Anh (12) 82' |

#### Vòng 11
| TNG Thái Nguyên | 0–1      | PP Hà Nam            |
| --------------- | -------- | -------------------- |
|                 | Chi tiết | Vũ Thị Thúy (16) 66' |

| Sơn La | 0–3      | TP Hồ Chí Minh I                                                                |
| ------ | -------- | ------------------------------------------------------------------------------- |
|        | Chi tiết | Lê Hoài Lương (5) 34' · Nguyễn Thị Bích Thùy (27) 61' · Phan Thị Trang (10) 69' |

| Hà Nội II | 0–3      | Than KSVN                                             |
| --------- | -------- | ----------------------------------------------------- |
|           | Chi tiết | Lê Thị Hoài Thu (8) 9' · Nguyễn Thị Vạn (21) 34', 55' |

| Hà Nội I                                         | 1–0      | TP Hồ Chí Minh II |
| ------------------------------------------------ | -------- | ----------------- |
| Nguyễn Thị Huế (9) 18' · Nguyễn Thị Muôn (7) 37' | Chi tiết |                   |

#### Vòng 12
| TP Hồ Chí Minh I                                            | 4–0      | TNG Thái Nguyên |
| ----------------------------------------------------------- | -------- | --------------- |
| Nguyễn Thị Bích Thùy (27) 17' · Huỳnh Như (9) 46', 47', 76' | Chi tiết |                 |

| PP Hà Nam                                                                        | 4–0      | Sơn La |
| -------------------------------------------------------------------------------- | -------- | ------ |
| Bùi Thị Như (6) 48' · Nguyễn Thị Tuyến Dung (7) 83', 86' · Đỗ Thị Nguyên (2) 84' | Chi tiết |        |

| Than KSVN | 0–2      | Hà Nội I                                        |
| --------- | -------- | ----------------------------------------------- |
|           | Chi tiết | Nguyễn Thị Hòa (14) 32' · Vũ Thị Nhung (21) 59' |

| TP Hồ Chí Minh II | 0–0      | Hà Nội II |
| ----------------- | -------- | --------- |
|                   | Chi tiết |           |

#### Vòng 13
| Than KSVN                                          | 2–0      | Sơn La |
| -------------------------------------------------- | -------- | ------ |
| Trịnh Thị Hà Trang (11) 47' · Hà Thị Nhài (23) 71' | Chi tiết |        |

| TP Hồ Chí Minh II            | 1–2      | TNG Thái Nguyên               |
| ---------------------------- | -------- | ----------------------------- |
| Huỳnh Thị Hồng Trân (12) 71' | Chi tiết | Nguyễn Thị Đăng (10) 34', 72' |

| PP Hà Nam | 0–1      | Hà Nội I                        |
| --------- | -------- | ------------------------------- |
|           | Chi tiết | Nguyễn Thị Minh Nguyệt (16) 25' |

| TP Hồ Chí Minh I                                                                                            | 5–1      | Hà Nội II                    |
| --- | -------- | ---------------------------- |
| Trần Nguyễn Bảo Châu (18) 39' · Trần Thị Thu Thảo (16) 41', 54' · Lê Hoài Lương (5) 66' · Huỳnh Như (9) 85' | Chi tiết | Nguyễn Thị Kim Tiến (16) 83' |

#### Vòng 14
| TNG Thái Nguyên | 0–3      | Than KSVN                                           |
| --------------- | -------- | --------------------------------------------------- |
|                 | Chi tiết | Trần Thị Thu (7) 41', 45' · Lê Thị Hoài Thu (8) 51' |

| Sơn La                  | 1–0      | TP Hồ Chí Minh II |
| ----------------------- | -------- | ----------------- |
| Đinh Thị Duyên (17) 44' | Chi tiết |                   |

| Hà Nội II | 0–8      | PP Hà Nam |
| --------- | -------- | --- |
|           | Chi tiết | Nguyễn Thị Kim Thoa (19) 6' · Lê Thị Cúc (15) 7', 47', 57' · Nguyễn Thị Thùy Dung (21) 20' · Vũ Thị Thúy (16) 54' · Nguyễn Thị Tuyết Dung (7) 83' · Trần Thị Duyên (17) 86' |

| Hà Nội I | 0–0      | TP Hồ Chí Minh I |
| -------- | -------- | ---------------- |
|          | Chi tiết |                  |

## Bảng xếp hạng
Nguồn:
| XH | Đội                      | Trận | Thắng | Hòa | Thua | BT | BB | HS  | Điểm | Vòng tiếp theo |
| -- | ------------------------ | ---- | ----- | --- | ---- | -- | -- | --- | ---- | -------------- |
| 1  | Hà Nội I                 | 14   | 11    | 3   | 0    | 38 | 1  | +37 | 36   | Bán kết        |
| 2  | Phong Phú Hà Nam         | 14   | 10    | 3   | 1    | 33 | 3  | +30 | 33   | Bán kết        |
| 3  | Thành phố Hồ Chí Minh I  | 14   | 10    | 3   | 1    | 41 | 5  | +36 | 33   | Bán kết        |
| 4  | Than Khoáng sản Việt Nam | 14   | 7     | 1   | 6    | 18 | 15 | +3  | 22   | Bán kết        |
| 5  | TNG Thái Nguyên          | 14   | 7     | 0   | 7    | 19 | 23 | -4  | 21   |                |
| 6  | Hà Nội II                | 14   | 2     | 2   | 10   | 8  | 41 | -33 | 8    |                |
| 7  | Sơn La                   | 14   | 1     | 2   | 11   | 5  | 36 | -31 | 5    |                |
| 8  | TP.Hồ Chí Minh II        | 14   | 0     | 2   | 12   | 3  | 41 | -38 | 2    |                |

## Vòng đấu loại trực tiếp
|  | Bán kết | Bán kết           | Bán kết          |                  |          | Chung kết | Chung kết | Chung kết |  |
|  |         |                   |                  |                  |          |           |           |           |  |
|  | 1       | Hà Nội I          | 2                |                  |          |           |           |           |  |
|  | 1       | Hà Nội I          | 2                |                  |          |           |           |           |  |
|  | 4       | Than KS Việt Nam  | 0                |                  |          |           |           |           |  |
|  | 4       | Than KS Việt Nam  | 0                |                  | Hà Nội I | Hà Nội I  | 0         |           |  |
|  |         |                   |                  |                  | Hà Nội I | Hà Nội I  | 0         |           |  |
|  |         |                   | TP.Hồ Chí Minh I | TP.Hồ Chí Minh I | 2        |           |           |           |  |
|  | 2       | Phong Phú Hà Nam  | TP.Hồ Chí Minh I | TP.Hồ Chí Minh I | 2        | 0         |           |           |  |
|  | 2       | Phong Phú Hà Nam  |                  |                  |          |           |           |           |  |
|  | 3       | TP. Hồ Chí Minh I | 1                |                  |          |           |           |           |  |

### Bán kết
| Hà Nội I             | 2–0      | Than Khoáng Sản Việt Nam |
| -------------------- | -------- | ------------------------ |
| Phạm Hải Yến 7', 11' | Chi tiết | Trịnh Thị Huệ 87'        |

| Phong Phú Hà Nam    | 0–1      | TP. Hồ Chí Minh I                                                            |
| ------------------- | -------- | ---------------------------------------------------------------------------- |
| Bùi Thị Như (6) 85' | Chi tiết | Nguyễn Thị Bích Thùy 75' · Nguyễn Thị Bích Thùy (27) 75' · Huỳnh Như (9) 81' |

### Chung kết
| Hà Nội I | 0–2      | Thành phố Hồ Chí Minh I                                                                                       |
| -------- | -------- | --- |
|          | Chi tiết | Chương Thị Kiều 28' · Huỳnh Như 40' · Lê Hoài Lương (5) 9' · Trần Thị Thùy Trang (14) 44' · Huỳnh Như (9) 76' |